# Steuben (Maine)
Steuben ist eine Town im Washington County des Bundesstaates Maine in den Vereinigten Staaten. Im Jahr 2020 lebten dort 1129 Einwohner in 859 Haushalten (in den Vereinigten Staaten werden auch Ferienwohnungen als Haushalte gezählt) auf einer Fläche von 193,7 km².

## Geographie
Nach dem United States Census Bureau hat Steuben eine Gesamtfläche von 193,7 km², von der 111,3 km² Land sind und 82,4 km² aus Gewässern bestehen.

### Lage
Steuben liegt im Südwesten des Washington County am Atlantischen Ozean und grenzt an das Hancock County. Das Gebiet beinhaltet viele Buchten. Zum Gebiet der Town gehören auch einige Inseln. Der Tunk Stream mündet bei Steuben in den Atlantischen Ozean. Zudem durchfließen weitere kleinere Flüsse das Gebiet, die ebenfalls in den Atlantischen Ozean münden. Es gibt kleinere Seen auf dem Gebiet, der größte ist der Roundet Pond im Nordwesten, zudem ist das Gebiet eben, ohne größere Erhebungen.

### Nachbargemeinden
Alle Entfernungen sind als Luftlinien zwischen den offiziellen Koordinaten der Orte aus der Volkszählung 2010 angegeben.
- Norden: Cherryfield, 16,6 km
- Osten: Milbridge, 16,6 km
- Westen: Gouldsboro, Hancock County, 12,0 km
- Nordwesten: East Hancock, Unorganized Territory, Hancock County, 54,0 km

### Stadtgliederung
In Steuben gibt es mehrere Siedlungsgebiete: East Steuben, Smithville, Steuben und Unionville.

### Klima
Die mittlere Durchschnittstemperatur in Steuben liegt zwischen −7,8 °C (18 °F) im Januar und 20,6 °C (69 °F) im Juli. Damit ist der Ort gegenüber dem langjährigen Mittel der USA um etwa 9 Grad kühler. Die Schneefälle zwischen Oktober und Mai liegen mit bis zu zweieinhalb Metern mehr als doppelt so hoch wie die mittlere Schneehöhe in den USA; die tägliche Sonnenscheindauer liegt am unteren Rand des Wertespektrums der USA.

## Geschichte
Steuben wurde zunächst als Township No. 4, East of the Union River, Livermore Survey (T4 EUR LS) vermessen. Genannt wurde das Gebiet auch Dyer's Bay. Teile von Harrington wurden 1823 hinzugenommen und Gebiete wurden 1826 an Cherryfield und 1876 und 1907 an Milbridge abgegeben. Die Besiedlung in dem Gebiet begann 1760 und am 27. Februar 1795 wurde das Gebiet als Town Steuben organisiert. Benannt wurde die Town nach Friedrich Wilhelm von Steuben.

### Einwohnerentwicklung
| Volkszählungsergebnisse – Town of Steuben, Maine | Volkszählungsergebnisse – Town of Steuben, Maine | Volkszählungsergebnisse – Town of Steuben, Maine | Volkszählungsergebnisse – Town of Steuben, Maine | Volkszählungsergebnisse – Town of Steuben, Maine | Volkszählungsergebnisse – Town of Steuben, Maine | Volkszählungsergebnisse – Town of Steuben, Maine | Volkszählungsergebnisse – Town of Steuben, Maine | Volkszählungsergebnisse – Town of Steuben, Maine | Volkszählungsergebnisse – Town of Steuben, Maine | Volkszählungsergebnisse – Town of Steuben, Maine |
| Jahr                                             | 1800                                             | 1810                                             | 1820                                             | 1830                                             | 1840                                             | 1850                                             | 1860                                             | 1870                                             | 1880                                             | 1890                                             |
| ------------------------------------------------ | ------------------------------------------------ | ------------------------------------------------ | ------------------------------------------------ | ------------------------------------------------ | ------------------------------------------------ | ------------------------------------------------ | ------------------------------------------------ | ------------------------------------------------ | ------------------------------------------------ | ------------------------------------------------ |
| Einwohner                                        | 347                                              | 552                                              | 780                                              | 695                                              | 884                                              | 1122                                             | 1191                                             | 1062                                             | 1165                                             | 982                                              |
|                                                  |                                                  |                                                  |                                                  |                                                  |                                                  |                                                  |                                                  |                                                  |                                                  |                                                  |
| Jahr                                             | 1900                                             | 1910                                             | 1920                                             | 1930                                             | 1940                                             | 1950                                             | 1960                                             | 1970                                             | 1980                                             | 1990                                             |
| Einwohner                                        | 901                                              | 890                                              | 714                                              | 684                                              | 690                                              | 784                                              | 673                                              | 697                                              | 970                                              | 1084                                             |
|                                                  |                                                  |                                                  |                                                  |                                                  |                                                  |                                                  |                                                  |                                                  |                                                  |                                                  |
| Jahr                                             | 2000                                             | 2010                                             | 2020                                             | 2030                                             | 2040                                             | 2050                                             | 2060                                             | 2070                                             | 2080                                             | 2090                                             |
| Einwohner                                        | 1126                                             | 1131                                             | 1129                                             |                                                  |                                                  |                                                  |                                                  |                                                  |                                                  |                                                  |

## Bauwerke
In Steuben wurden mehrere Bauwerke und eine historische Stätte unter Denkmalschutz gestellt und ins National Register of Historic Places aufgenommen.
- Atkinson-Koskinen Site 45.13, 1984 unter der Register-Nr. 84000282.[9]
- Henry D. Moore Parish House and Library, 2001 unter der Register-Nr. 01001272.[10]
- Windswept, 2007 unter der Register-Nr. 07000411.[11]

## Wirtschaft und Infrastruktur

### Verkehr
Der U.S. Highway 1 verläuft in westöstlicher Richtung durch das Gebiet der Town.

### Öffentliche Einrichtungen
Es gibt keine medizinische Einrichtung in Steuben. Die nächstgelegenen befinden sich in Bar Harbor.
Die Henry D Moore Library befindet sich in der Village Road in Steuben.

### Bildung
Steuben gehört mit Eastbrook, Franklin, Gouldsboro, Mariaville, Sorrento, Sullivan, Waltham und Winter Harbor zum Regional School Unit (RSU) 24.
Im Schulbezirk werden folgende Schulen angeboten:
- Cave Hill School in Eastbrook mit Schulklassen von Kindergarten (= Vorschule) bis zum 5. Schuljahr.
- Ella Lewis School in Steuben mit Schulklassen von Kindergarten bis zum 6. Schuljahr.
- Mountain View School in Sullivan mit Schulklassen von Kindergarten bis zum 5. Schuljahr.
- Peninsula School in Prospect Harbor mit Schulklassen von Kindergarten bis zum 5. Schuljahr.
- Sumner Memorial High School in Sullivan.

## Persönlichkeiten

### Töchter und Söhne der Stadt
- Martha Gallison Moore Avery (1851–1921), Sozialistin, nach Konversion zum Katholizismus Aktivistin gegen den Sozialismus

### Mit Steuben verbundene Persönlichkeiten
- Wilmot Hyde Bradley (1899–1979), Geologe, ist auf dem Pigeon Hill Cemetery in Steuben begraben.